# Perlesreut

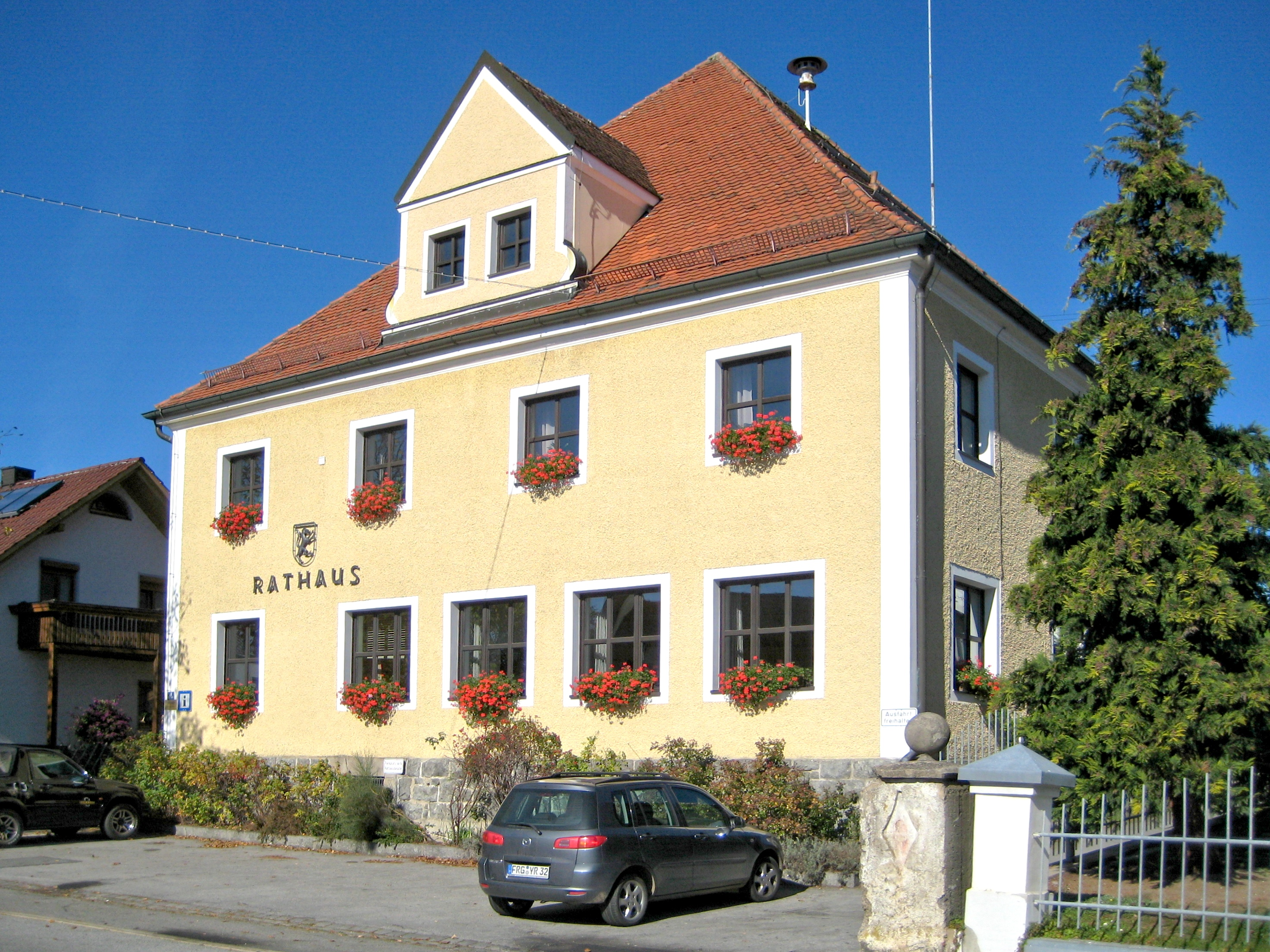
Perlesreut

Perlesreut este o comună-târg din districtul Freyung-Grafenau, regiunea administrativă Bavaria Inferioară, landul Bavaria, Germania.